# Ceranova
Ceranova ist eine norditalienische Gemeinde (comune) mit 2295 Einwohnern (Stand 31. Dezember 2023) in der Provinz Pavia in der Lombardei. Die Gemeinde liegt etwa zwölf Kilometer nordöstlich von Pavia.

## Geschichte
Die Gemeinde wird erstmals urkundlich als Cella Nova erwähnt.